# Comuna Dvor, Sisak-Moslavina
Dvor (sârbă Двор) este o comună în cantonul Sisak-Moslavina, Croația, având o populație de 5.570 de locuitori (2011).

## Demografie
Componența etnică a comunei Dvor
     Sârbi (71,9%)
     Croați (25,85%)
     Necunoscut (1,45%)
     Neclasificat (0,66%)
Componența confesională a comunei Dvor
     Ortodocși (70,59%)
     Catolici (24,67%)
     Fără religie și atei (2,06%)
     Necunoscută (2,1%)
     Alte religii (0,57%)
Conform recensământului din 2011, comuna Dvor avea 5.570 de locuitori. Din punct de vedere etnic, majoritatea locuitorilor (71,9%) erau sârbi, cu o minoritate de croați (25,85%). Apartenența etnică nu este cunoscută în cazul a 1,45% din locuitori. Din punct de vedere confesional, majoritatea locuitorilor (70,59%) erau ortodocși, existând și minorități de catolici (24,67%) și persoane fără religie și atei (2,06%). Pentru 2,1% din locuitori nu este cunoscută apartenența confesională.